# Волейбол на літніх Олімпійських іграх 2020 — кваліфікація (жінки)
Кваліфікація на жіночий волейбольний турнір Ігор XXXII Олімпіади в Токіо проходила від 1 серпня 2019 року до 12 січня 2020 року. За її підсумками путівки на Олімпійські ігри дістали 6 переможців інтерконтинентального турніру і 5 переможців континентальних турнірів.

## Система кваліфікації
6 учасників Олімпійських ігор в Токіо визначено за підсумками інтерконтинентального кваліфікаційного турніру, в якому зіграли 24 найсильніші збірні світу згідно з рейтингом Міжнародної федерації волейболу (за винятком збірної Японії, що не брала участі в кваліфікації на правах країни-господарки Ігор, і збірної Куби ).
У січні 2020 року відбулися континентальні кваліфікаційні турніри, в яких розіграно ще 5 путівок на Олімпійські ігри в Токіо - по одній путівці для кожної конфедерації .
| Турнір                                       | Турнір                                       | Дата             | Місце(я)        | Квота | Кваліфікувались          |
| -------------------------------------------- | -------------------------------------------- | ---------------- | --------------- | ----- | ------------------------ |
| Країна-господарка                            | Країна-господарка                            | 7 вересня 2013   | Буенос-Айрес    | 1     | Японія                   |
| Інтерконтинентальний кваліфікаційний турнір  | Група A                                      | 1–4 серпня 2019  | Вроцлав         | 1     | Сербія                   |
| Інтерконтинентальний кваліфікаційний турнір  | Група B                                      | 1–4 серпня 2019  | Нінбо           | 1     | КНР                      |
| Інтерконтинентальний кваліфікаційний турнір  | Група C                                      | 1–4 серпня 2019  | Божер-Сіті      | 1     | США                      |
| Інтерконтинентальний кваліфікаційний турнір  | Група D                                      | 1–4 серпня 2019  | Уберландія      | 1     | Бразилія                 |
| Інтерконтинентальний кваліфікаційний турнір  | Група E                                      | 1–4 серпня 2019  | Калінінград     | 1     | ОКР                      |
| Інтерконтинентальний кваліфікаційний турнір  | Група F                                      | 1–4 серпня 2019  | Катанія         | 1     | Італія                   |
| Африканський кваліфікаційний турнір          | Африканський кваліфікаційний турнір          | 5–9 січня 2020   | Яунде           | 1     | Кенія                    |
| Південноамериканський кваліфікаційний турнір | Південноамериканський кваліфікаційний турнір | 7–9 січня 2020   | Богота          | 1     | Аргентина                |
| Азійський кваліфікаційний турнір             | Азійський кваліфікаційний турнір             | 7–12 січня 2020  | Накхонратчасіма | 1     | Південна Корея           |
| Європейський кваліфікаційний турнір          | Європейський кваліфікаційний турнір          | 7–12 січня 2020  | Апелдорн        | 1     | Туреччина                |
| північноамериканський кваліфікаційний турнір | північноамериканський кваліфікаційний турнір | 10–12 січня 2020 | Санто-Домінго   | 1     | Домініканська Республіка |
| Разом                                        | Разом                                        | Разом            | Разом           | 12    |                          |

## Країна-господарка
FIVB надала збірній Японії право на участь в Олімпіаді 2020 на правах країни-господарки.
- Японія

## Інтерконтинентальний кваліфікаційний турнір
24 команди розподілено по 6 групах «змійкою» на підставі положення в рейтингу Міжнародної федерації волейболу на 21 жовтня 2018 року. Переможці групових турнірів - збірні Сербії, Китаю, США, Бразилії, Росії та Італії - дістали путівки на Олімпійські ігри в Токіо.

### Група А
|                | Матчі | Матчі | Очки | Сети | Сети | Сети  | М'ячі | М'ячі | М'ячі |
| В              | П     | В     | Очки | П    | В:П  | В     | П     | В:П   |       |
| -------------- | ----- | ----- | ---- | ---- | ---- | ----- | ----- | ----- | ----- |
| 1. Сербія      | 3     | 0     | 9    | 9    | 1    | 9,000 | 246   | 192   | 1,281 |
| 2. Польща      | 2     | 1     | 5    | 7    | 5    | 1,400 | 280   | 267   | 1,049 |
| 3. Таїланд     | 1     | 2     | 4    | 5    | 7    | 0,714 | 261   | 271   | 0,963 |
| 4. Пуерто-Рико | 0     | 3     | 0    | 1    | 9    | 0,111 | 194   | 251   | 0,773 |

| Дата    |             | Рахунок |             | Сети  | Сети  | Сети  | Сети  | Сети  | Звіт                                              |
| Дата    | 1           | Рахунок | 2           | 3     | 4     | 5     |       |       | Звіт                                              |
| ------- | ----------- | ------- | ----------- | ----- | ----- | ----- | ----- | ----- | ------------------------------------------------- |
| 2.08.19 | Сербія      | 3:0     | Таїланд     | 25:15 | 25:22 | 25:18 |       |       | P2 [Архівовано 8 серпня 2019 у Wayback Machine.]  |
| 2.08.19 | Польща      | 3:0     | Пуерто-Рико | 25:18 | 30:28 | 25:15 |       |       | P2 [Архівовано 17 квітня 2021 у Wayback Machine.] |
|         |             |         |             |       |       |       |       |       |                                                   |
| 3.08.19 | Сербія      | 3:0     | Пуерто-Рико | 25:14 | 25:20 | 25:16 |       |       | P2 [Архівовано 10 серпня 2019 у Wayback Machine.] |
| 3.08.19 | Таїланд     | 2:3     | Польща      | 23:25 | 25:22 | 28:26 | 23:25 | 11:15 | P2 [Архівовано 24 червня 2021 у Wayback Machine.] |
|         |             |         |             |       |       |       |       |       |                                                   |
| 4.08.19 | Пуерто-Рико | 1:3     | Таїланд     | 25:21 | 20:25 | 20:25 | 18:25 |       | P2 [Архівовано 17 квітня 2021 у Wayback Machine.] |
| 4.08.19 | Сербія      | 3:1     | Польща      | 21:25 | 25:23 | 25:16 | 25:23 |       | P2 [Архівовано 17 квітня 2021 у Wayback Machine.] |

### Група B
|              | Матчі | Матчі | Очки | Сети | Сети | Сети  | М'ячі | М'ячі | М'ячі |
| В            | П     | В     | Очки | П    | В:П  | В     | П     | В:П   |       |
| ------------ | ----- | ----- | ---- | ---- | ---- | ----- | ----- | ----- | ----- |
| 1. КНР       | 3     | 0     | 9    | 9    | 1    | 9,000 | 246   | 192   | 1,281 |
| 2. Туреччина | 2     | 1     | 6    | 6    | 5    | 1,200 | 238   | 244   | 0,975 |
| 3. Німеччина | 1     | 2     | 3    | 5    | 6    | 0,833 | 249   | 246   | 1,012 |
| 4. Чехія     | 0     | 3     | 0    | 1    | 9    | 0,111 | 195   | 246   | 0,793 |

| Дата    |           | Рахунок |           | Сети  | Сети  | Сети  | Сети  | Сети | Звіт                                              |
| Дата    | 1         | Рахунок | 2         | 3     | 4     | 5     |       |      | Звіт                                              |
| ------- | --------- | ------- | --------- | ----- | ----- | ----- | ----- | ---- | ------------------------------------------------- |
| 2.08.19 | КНР       | 3:0     | Чехія     | 25:18 | 25:23 | 25:19 |       |      | P2 [Архівовано 10 серпня 2019 у Wayback Machine.] |
| 2.08.19 | Туреччина | 3:1     | Німеччина | 27:25 | 25:20 | 17:25 | 25:20 |      | P2 [Архівовано 17 квітня 2021 у Wayback Machine.] |
|         |           |         |           |       |       |       |       |      |                                                   |
| 3.08.19 | Туреччина | 3:1     | Чехія     | 25:15 | 25:22 | 21:25 | 25:17 |      | P2 [Архівовано 6 серпня 2019 у Wayback Machine.]  |
| 3.08.19 | КНР       | 3:1     | Німеччина | 25:22 | 25:22 | 21:25 | 25:15 |      | P2 [Архівовано 10 серпня 2019 у Wayback Machine.] |
|         |           |         |           |       |       |       |       |      |                                                   |
| 4.08.19 | Чехія     | 0:3     | Німеччина | 18:25 | 22:25 | 16:25 |       |      | P2 [Архівовано 17 квітня 2021 у Wayback Machine.] |
| 4.08.19 | КНР       | 3:0     | Туреччина | 25:18 | 25:12 | 25:18 |       |      | P2 [Архівовано 8 серпня 2019 у Wayback Machine.]  |

### Група C
|              | Матчі | Матчі | Очки | Сети | Сети | Сети  | М'ячі | М'ячі | М'ячі |
| В            | П     | В     | Очки | П    | В:П  | В     | П     | В:П   |       |
| ------------ | ----- | ----- | ---- | ---- | ---- | ----- | ----- | ----- | ----- |
| 1. США       | 3     | 0     | 8    | 9    | 2    | 4,500 | 257   | 187   | 1,384 |
| 2. Болгарія  | 2     | 1     | 7    | 8    | 4    | 2,000 | 272   | 226   | 1,204 |
| 3. Аргентина | 1     | 2     | 3    | 4    | 7    | 0,571 | 222   | 243   | 0,914 |
| 4. Казахстан | 0     | 3     | 0    | 1    | 9    | 0,111 | 152   | 247   | 0,615 |

| Дата    |           | Рахунок |           | Сети  | Сети  | Сети  | Сети  | Сети  | Звіт                                              |
| Дата    | 1         | Рахунок | 2         | 3     | 4     | 5     |       |       | Звіт                                              |
| ------- | --------- | ------- | --------- | ----- | ----- | ----- | ----- | ----- | ------------------------------------------------- |
| 2.08.19 | Аргентина | 1:3     | Болгарія  | 26:24 | 9:25  | 18:25 | 20:25 |       | P2 [Архівовано 6 серпня 2019 у Wayback Machine.]  |
| 2.08.19 | США       | 3:0     | Казахстан | 25:17 | 25:10 | 25:10 |       |       | P2 [Архівовано 6 серпня 2019 у Wayback Machine.]  |
|         |           |         |           |       |       |       |       |       |                                                   |
| 3.08.19 | США       | 3:2     | Болгарія  | 21:25 | 25:18 | 21:25 | 25:20 | 15:10 | P2 [Архівовано 17 квітня 2021 у Wayback Machine.] |
| 3.08.19 | Казахстан | 1:3     | Аргентина | 25:22 | 8:25  | 20:25 | 16:25 |       | P2 [Архівовано 17 квітня 2021 у Wayback Machine.] |
|         |           |         |           |       |       |       |       |       |                                                   |
| 4.08.19 | США       | 3:0     | Аргентина | 25:22 | 25:17 | 25:13 |       |       | P2 [Архівовано 17 квітня 2021 у Wayback Machine.] |
| 4.08.19 | Казахстан | 0:3     | Болгарія  | 14:25 | 16:25 | 16:25 |       |       | P2 [Архівовано 30 жовтня 2020 у Wayback Machine.] |

### Група D
|                             | Матчі | Матчі | Очки | Сети | Сети | Сети  | М'ячі | М'ячі | М'ячі |
| В                           | П     | В     | Очки | П    | В:П  | В     | П     | В:П   |       |
| --------------------------- | ----- | ----- | ---- | ---- | ---- | ----- | ----- | ----- | ----- |
| 1. Бразилія                 | 3     | 0     | 7    | 9    | 4    | 2,250 | 290   | 238   | 1,218 |
| 2. Домініканська Республіка | 2     | 1     | 7    | 8    | 3    | 2,667 | 251   | 214   | 1,173 |
| 3. Азербайджан              | 1     | 2     | 4    | 5    | 6    | 0,833 | 224   | 235   | 0,953 |
| 4. Камерун                  | 0     | 3     | 0    | 0    | 9    | 0,000 | 147   | 225   | 0,653 |

| Дата    |                          | Рахунок |                          | Сети  | Сети  | Сети  | Сети  | Сети  | Звіт                                              |
| Дата    | 1                        | Рахунок | 2                        | 3     | 4     | 5     |       |       | Звіт                                              |
| ------- | ------------------------ | ------- | ------------------------ | ----- | ----- | ----- | ----- | ----- | ------------------------------------------------- |
| 1.08.19 | Бразилія                 | 3:0     | Камерун                  | 25:14 | 25:13 | 25:16 |       |       | P2 [Архівовано 17 квітня 2021 у Wayback Machine.] |
| 1.08.19 | Домініканська Республіка | 3:0     | Азербайджан              | 25:15 | 25:22 | 25:18 |       |       | P2 [Архівовано 17 квітня 2021 у Wayback Machine.] |
|         |                          |         |                          |       |       |       |       |       |                                                   |
| 2.08.19 | Бразилія                 | 3:2     | Азербайджан              | 25:13 | 23:25 | 21:25 | 25:19 | 15:12 | P2 [Архівовано 7 серпня 2020 у Wayback Machine.]  |
| 2.08.19 | Камерун                  | 0:3     | Домініканська Республіка | 20:25 | 19:25 | 14:25 |       |       | P2 [Архівовано 7 серпня 2020 у Wayback Machine.]  |
|         |                          |         |                          |       |       |       |       |       |                                                   |
| 3.08.19 | Бразилія                 | 3:2     | Домініканська Республіка | 25:22 | 25:19 | 23:25 | 18:25 | 15:10 | P2                                                |
| 3.08.19 | Азербайджан              | 3:0     | Камерун                  | 25:17 | 25:14 | 25:20 |       |       | P2 [Архівовано 24 серпня 2019 у Wayback Machine.] |

### Група E
|                   | Матчі | Матчі | Очки | Сети | Сети | Сети  | М'ячі | М'ячі | М'ячі |
| В                 | П     | В     | Очки | П    | В:П  | В     | П     | В:П   |       |
| ----------------- | ----- | ----- | ---- | ---- | ---- | ----- | ----- | ----- | ----- |
| 1. Росія          | 3     | 0     | 8    | 9    | 2    | 4,500 | 257   | 200   | 1,285 |
| 2. Південна Корея | 2     | 1     | 7    | 8    | 4    | 2,000 | 271   | 252   | 1,075 |
| 3. Канада         | 1     | 2     | 3    | 4    | 6    | 0,667 | 217   | 225   | 0,964 |
| 4. Мексика        | 0     | 3     | 0    | 0    | 9    | 0,000 | 159   | 227   | 0,700 |

| Дата    |                | Рахунок |                | Сети  | Сети  | Сети  | Сети  | Сети  | Звіт                                              |
| Дата    | 1              | Рахунок | 2              | 3     | 4     | 5     |       |       | Звіт                                              |
| ------- | -------------- | ------- | -------------- | ----- | ----- | ----- | ----- | ----- | ------------------------------------------------- |
| 2.08.19 | Південна Корея | 3:1     | Канада         | 21:25 | 25:20 | 25:19 | 25:22 |       | P2 [Архівовано 17 квітня 2021 у Wayback Machine.] |
| 2.08.19 | Росія          | 3:0     | Мексика        | 25:13 | 25:8  | 26:24 |       |       | P2 [Архівовано 17 квітня 2021 у Wayback Machine.] |
|         |                |         |                |       |       |       |       |       |                                                   |
| 3.08.19 | Південна Корея | 3:0     | Мексика        | 25:21 | 25:15 | 26:24 |       |       | P2 [Архівовано 10 серпня 2019 у Wayback Machine.] |
| 3.08.19 | Росія          | 3:0     | Канада         | 25:13 | 25:21 | 25:22 |       |       | P2 [Архівовано 6 серпня 2019 у Wayback Machine.]  |
|         |                |         |                |       |       |       |       |       |                                                   |
| 4.08.19 | Мексика        | 0:3     | Канада         | 22:25 | 15:25 | 17:25 |       |       | P2 [Архівовано 30 жовтня 2020 у Wayback Machine.] |
| 4.08.19 | Росія          | 3:2     | Південна Корея | 21:25 | 20:25 | 25:22 | 25:16 | 15:11 | P2 [Архівовано 10 серпня 2019 у Wayback Machine.] |

### Група F
|               | Матчі | Матчі | Очки | Сети | Сети | Сети  | М'ячі | М'ячі | М'ячі |
| В             | П     | В     | Очки | П    | В:П  | В     | П     | В:П   |       |
| ------------- | ----- | ----- | ---- | ---- | ---- | ----- | ----- | ----- | ----- |
| 1. Італія     | 3     | 0     | 9    | 9    | 0    | max   | 225   | 152   | 1,480 |
| 2. Нідерланди | 2     | 1     | 6    | 6    | 3    | 2,000 | 212   | 169   | 1,254 |
| 3. Бельгія    | 1     | 2     | 3    | 3    | 6    | 0,500 | 181   | 186   | 0,963 |
| 4. Кенія      | 0     | 3     | 0    | 0    | 9    | 0,000 | 114   | 225   | 0,507 |

| Дата    |            | Рахунок |            | Сети  | Сети  | Сети  | Сети | Сети | Звіт                                              |
| Дата    | 1          | Рахунок | 2          | 3     | 4     | 5     |      |      | Звіт                                              |
| ------- | ---------- | ------- | ---------- | ----- | ----- | ----- | ---- | ---- | ------------------------------------------------- |
| 2.08.19 | Бельгія    | 0:3     | Нідерланди | 20:25 | 15:25 | 22:25 |      |      | P2 [Архівовано 30 жовтня 2020 у Wayback Machine.] |
| 2.08.19 | Італія     | 3:0     | Кенія      | 25:17 | 25:10 | 25:14 |      |      | P2 [Архівовано 17 квітня 2021 у Wayback Machine.] |
|         |            |         |            |       |       |       |      |      |                                                   |
| 3.08.19 | Нідерланди | 3:0     | Кенія      | 25:17 | 25:10 | 25:10 |      |      | P2 [Архівовано 17 квітня 2021 у Wayback Machine.] |
| 3.08.19 | Бельгія    | 0:3     | Італія     | 17:25 | 16:25 | 16:25 |      |      | P2 [Архівовано 6 серпня 2019 у Wayback Machine.]  |
|         |            |         |            |       |       |       |      |      |                                                   |
| 4.08.19 | Кенія      | 0:3     | Бельгія    | 15:25 | 14:25 | 7:25  |      |      | P2 [Архівовано 4 серпня 2019 у Wayback Machine.]  |
| 4.08.19 | Нідерланди | 0:3     | Італія     | 23:25 | 17:25 | 22:25 |      |      | P2 [Архівовано 4 серпня 2019 у Wayback Machine.]  |

## Європейський кваліфікаційний турнір
У турнірі, що відбувся на «Омніспорт-Арені» в Апелдорні, взяли участь збірна Нідерландів і 7 найсильніших команд за рейтингом Європейської конфедерації волейболу (за винятком переможців інтерконтинентального кваліфікаційного турніру). За його підсумками олімпійську путівку завоювала збірна Туреччини.

### Група А
|                | Матчі | Матчі | Очки | Сети | Сети | Сети  | М'ячі | М'ячі | М'ячі |
| В              | П     | В     | Очки | П    | В:П  | В     | П     | В:П   |       |
| -------------- | ----- | ----- | ---- | ---- | ---- | ----- | ----- | ----- | ----- |
| 1. Польща      | 3     | 0     | 9    | 9    | 2    | 4,500 | 271   | 238   | 1,139 |
| 2. Нідерланди  | 2     | 1     | 6    | 7    | 3    | 2,333 | 242   | 223   | 1,085 |
| 3. Болгарія    | 1     | 2     | 3    | 4    | 7    | 0,571 | 244   | 263   | 0,928 |
| 4. Азербайджан | 0     | 3     | 0    | 1    | 9    | 0,111 | 213   | 246   | 0,866 |

| Дата     |             | Рахунок |             | Сети  | Сети  | Сети  | Сети  | Сети | Звіт                                                   |
| Дата     | 1           | Рахунок | 2           | 3     | 4     | 5     |       |      | Звіт                                                   |
| -------- | ----------- | ------- | ----------- | ----- | ----- | ----- | ----- | ---- | ------------------------------------------------------ |
| 7.01.20  | Польща      | 3:1     | Болгарія    | 23:25 | 25:20 | 25:19 | 25:22 |      | Звіт [Архівовано 23 листопада 2020 у Wayback Machine.] |
| 7.01.20  | Азербайджан | 0:3     | Нідерланди  | 23:25 | 18:25 | 22:25 |       |      | Звіт                                                   |
|          |             |         |             |       |       |       |       |      |                                                        |
| 8.01.20  | Болгарія    | 0:3     | Нідерланди  | 19:25 | 19:25 | 24:26 |       |      | Звіт                                                   |
|          |             |         |             |       |       |       |       |      |                                                        |
| 9.01.20  | Болгарія    | 3:1     | Азербайджан | 25:23 | 25:19 | 21:25 | 25:22 |      | Звіт [Архівовано 19 вересня 2020 у Wayback Machine.]   |
| 9.01.20  | Нідерланди  | 1:3     | Польща      | 20:25 | 23:25 | 25:23 | 23:25 |      | Звіт                                                   |
|          |             |         |             |       |       |       |       |      |                                                        |
| 10.01.20 | Польща      | 3:0     | Азербайджан | 25:19 | 25:19 | 25:23 |       |      | Звіт                                                   |

### Група B
|              | Матчі | Матчі | Очки | Сети | Сети | Сети  | М'ячі | М'ячі | М'ячі |
| В            | П     | В     | Очки | П    | В:П  | В     | П     | В:П   |       |
| ------------ | ----- | ----- | ---- | ---- | ---- | ----- | ----- | ----- | ----- |
| 1. Німеччина | 3     | 0     | 9    | 9    | 2    | 4,500 | 279   | 240   | 1,163 |
| 2. Туреччина | 2     | 1     | 5    | 7    | 6    | 1,167 | 290   | 272   | 1,066 |
| 3. Бельгія   | 1     | 2     | 4    | 6    | 7    | 0,857 | 296   | 304   | 0,974 |
| 4. Хорватія  | 0     | 3     | 0    | 2    | 9    | 0,222 | 225   | 274   | 0,821 |

| Дата     |           | Рахунок |           | Сети  | Сети  | Сети  | Сети  | Сети  | Звіт                                                 |
| Дата     | 1         | Рахунок | 2         | 3     | 4     | 5     |       |       | Звіт                                                 |
| -------- | --------- | ------- | --------- | ----- | ----- | ----- | ----- | ----- | ---------------------------------------------------- |
| 7.01.20  | Німеччина | 3:1     | Туреччина | 25:15 | 21:25 | 25:21 | 25:21 |       | Звіт [Архівовано 7 березня 2020 у Wayback Machine.]  |
|          |           |         |           |       |       |       |       |       |                                                      |
| 8.01.20  | Хорватія  | 1:3     | Туреччина | 28:26 | 12:25 | 20:25 | 21:25 |       | Звіт [Архівовано 25 вересня 2020 у Wayback Machine.] |
| 8.01.20  | Бельгія   | 1:3     | Німеччина | 31:33 | 24:26 | 26:24 | 22:25 |       | Звіт                                                 |
|          |           |         |           |       |       |       |       |       |                                                      |
| 9.01.20  | Бельгія   | 3:1     | Хорватія  | 20:25 | 28:26 | 25:16 | 25:22 |       | Звіт                                                 |
|          |           |         |           |       |       |       |       |       |                                                      |
| 10.01.20 | Німеччина | 3:0     | Хорватія  | 25:15 | 25:17 | 25:23 |       |       | Звіт                                                 |
| 10.01.20 | Туреччина | 3:2     | Бельгія   | 25:20 | 25:15 | 20:25 | 22:25 | 15:10 | Звіт                                                 |

### Півфінали
| Дата     |           | Рахунок |            | Сети  | Сети  | Сети  | Сети  | Сети  | Звіт |
| Дата     | 1         | Рахунок | 2          | 3     | 4     | 5     |       |       | Звіт |
| -------- | --------- | ------- | ---------- | ----- | ----- | ----- | ----- | ----- | ---- |
| 11.01.20 | Німеччина | 3:0     | Нідерланди | 27:25 | 25:23 | 25:22 |       |       | Звіт |
| 11.01.20 | Польща    | 2:3     | Туреччина  | 25:19 | 18:25 | 25:23 | 31:33 | 11:15 | Звіт |

### Фінал
| Дата     |           | Рахунок |           | Сети  | Сети  | Сети  | Сети | Сети | Звіт |
| Дата     | 1         | Рахунок | 2         | 3     | 4     | 5     |      |      | Звіт |
| -------- | --------- | ------- | --------- | ----- | ----- | ----- | ---- | ---- | ---- |
| 12.01.20 | Туреччина | 3:0     | Німеччина | 25:17 | 25:19 | 25:22 |      |      | Звіт |

## Азіатський кваліфікаційний турнір
У турнірі в Накхонратчасімі взяли участь 7 найсильніших команд за підсумками чемпіонату Азії-2019, за винятком збірних Японії (країна-господарка Олімпійських ігор) і Китаю (один з переможців інтерконтинентального кваліфікаційного турніру). Олімпійську ліцензію виграла збірна Республіки Корея .

### Група А
|                      | Матчі | Матчі | Очки | Сети | Сети | Сети  | М'ячі | М'ячі | М'ячі |
| В                    | П     | В     | Очки | П    | В:П  | В     | П     | В:П   |       |
| -------------------- | ----- | ----- | ---- | ---- | ---- | ----- | ----- | ----- | ----- |
| 1. Таїланд           | 2     | 0     | 6    | 6    | 0    | max   | 150   | 93    | 1,613 |
| 2. Китайський Тайбей | 1     | 1     | 3    | 3    | 3    | 1,000 | 128   | 127   | 1,008 |
| 3. Австралія         | 0     | 2     | 0    | 0    | 6    | 0,000 | 92    | 150   | 0,613 |

| Дата    |           | Рахунок |                   | Сети  | Сети  | Сети  | Сети | Сети | Звіт                                                |
| Дата    | 1         | Рахунок | 2                 | 3     | 4     | 5     |      |      | Звіт                                                |
| ------- | --------- | ------- | ----------------- | ----- | ----- | ----- | ---- | ---- | --------------------------------------------------- |
| 7.01.20 | Таїланд   | 3:0     | Китайський Тайбей | 25:16 | 25:21 | 25:16 |      |      | Звіт [Архівовано 10 січня 2020 у Wayback Machine.]  |
|         |           |         |                   |       |       |       |      |      |                                                     |
| 8.01.20 | Австралія | 0:3     | Китайський Тайбей | 20:25 | 18:25 | 14:25 |      |      | Звіт [Архівовано 19 січня 2020 у Wayback Machine.]  |
|         |           |         |                   |       |       |       |      |      |                                                     |
| 9.01.20 | Таїланд   | 3:0     | Австралія         | 25:12 | 25:15 | 25:13 |      |      | Звіт [Архівовано 17 квітня 2021 у Wayback Machine.] |

### Група B
|                   | Матчі | Матчі | Очки | Сети | Сети | Сети  | М'ячі | М'ячі | М'ячі |
| В                 | П     | В     | Очки | П    | В:П  | В     | П     | В:П   |       |
| ----------------- | ----- | ----- | ---- | ---- | ---- | ----- | ----- | ----- | ----- |
| 1. Південна Корея | 3     | 0     | 6    | 9    | 0    | max   | 225   | 137   | 1,642 |
| 2. Казахстан      | 2     | 1     | 6    | 6    | 3    | 2,000 | 207   | 182   | 1,137 |
| 3. Індонезія      | 1     | 2     | 2    | 3    | 8    | 0,375 | 210   | 249   | 0,843 |
| 4. Іран           | 0     | 3     | 1    | 2    | 9    | 0,222 | 186   | 260   | 0,715 |

| Дата    |                | Рахунок |                | Сети  | Сети  | Сети  | Сети  | Сети  | Звіт                                                |
| Дата    | 1              | Рахунок | 2              | 3     | 4     | 5     |       |       | Звіт                                                |
| ------- | -------------- | ------- | -------------- | ----- | ----- | ----- | ----- | ----- | --------------------------------------------------- |
| 7.01.20 | Іран           | 0:3     | Казахстан      | 14:25 | 16:25 | 14:25 |       |       | Звіт [Архівовано 10 січня 2020 у Wayback Machine.]  |
| 7.01.20 | Південна Корея | 3:0     | Індонезія      | 25:18 | 25:10 | 25:9  |       |       | Звіт [Архівовано 10 січня 2020 у Wayback Machine.]  |
|         |                |         |                |       |       |       |       |       |                                                     |
| 8.01.20 | Індонезія      | 0:3     | Казахстан      | 22:25 | 23:25 | 18:25 |       |       | Звіт [Архівовано 17 квітня 2021 у Wayback Machine.] |
| 8.01.20 | Південна Корея | 3:0     | Іран           | 25:15 | 25:9  | 25:19 |       |       | Звіт [Архівовано 19 січня 2020 у Wayback Machine.]  |
|         |                |         |                |       |       |       |       |       |                                                     |
| 9.01.20 | Іран           | 2:3     | Індонезія      | 21:25 | 15:25 | 25:21 | 26:24 | 12:15 | Звіт [Архівовано 17 квітня 2021 у Wayback Machine.] |
| 9.01.20 | Казахстан      | 0:3     | Південна Корея | 20:25 | 16:25 | 21:25 |       |       | Звіт [Архівовано 17 квітня 2021 у Wayback Machine.] |

### Півфінали
| Дата     |                | Рахунок |                   | Сети  | Сети  | Сети  | Сети  | Сети | Звіт                                                |
| Дата     | 1              | Рахунок | 2                 | 3     | 4     | 5     |       |      | Звіт                                                |
| -------- | -------------- | ------- | ----------------- | ----- | ----- | ----- | ----- | ---- | --------------------------------------------------- |
| 11.01.20 | Південна Корея | 3:1     | Китайський Тайбей | 18:25 | 25:9  | 25:15 | 25:14 |      | Звіт [Архівовано 17 квітня 2021 у Wayback Machine.] |
| 11.01.20 | Таїланд        | 3:1     | Казахстан         | 25:21 | 25:20 | 24:26 | 25:21 |      | Звіт [Архівовано 17 квітня 2021 у Wayback Machine.] |

### Матч за 3-тє місце
| Дата     |                   | Рахунок |           | Сети  | Сети  | Сети  | Сети  | Сети | Звіт                                                |
| Дата     | 1                 | Рахунок | 2         | 3     | 4     | 5     |       |      | Звіт                                                |
| -------- | ----------------- | ------- | --------- | ----- | ----- | ----- | ----- | ---- | --------------------------------------------------- |
| 12.01.20 | Китайський Тайбей | 1:3     | Казахстан | 21:25 | 25:22 | 21:25 | 25:27 |      | Звіт [Архівовано 17 квітня 2021 у Wayback Machine.] |

### Фінал
| Дата     |                | Рахунок |         | Сети  | Сети  | Сети  | Сети | Сети | Звіт                                                |
| Дата     | 1              | Рахунок | 2       | 3     | 4     | 5     |      |      | Звіт                                                |
| -------- | -------------- | ------- | ------- | ----- | ----- | ----- | ---- | ---- | --------------------------------------------------- |
| 12.01.20 | Південна Корея | 3:0     | Таїланд | 25:22 | 25:20 | 25:20 |      |      | Звіт [Архівовано 17 квітня 2021 у Wayback Machine.] |

## Африканський кваліфікаційний турнір
У круговому турнірі в Яунде грали 5 команд. Відмовилися від участі спочатку заявлені збірні Алжиру, ДР Конго і Гани. Путівку на Олімпійські ігри виграла збірна Кенії.
|             | Матчі | Матчі | Очки | Сети | Сети | Сети  | М'ячі | М'ячі | М'ячі |
| В           | П     | В     | Очки | П    | В:П  | В     | П     | В:П   |       |
| ----------- | ----- | ----- | ---- | ---- | ---- | ----- | ----- | ----- | ----- |
| 1. Кенія    | 4     | 0     | 11   | 12   | 3    | 4,000 | 359   | 283   | 1,269 |
| 2. Камерун  | 3     | 1     | 10   | 11   | 3    | 3,667 | 325   | 245   | 1,327 |
| 3. Єгипет   | 2     | 2     | 6    | 7    | 6    | 1,167 | 291   | 252   | 1,155 |
| 4. Нігерія  | 1     | 3     | 3    | 3    | 10   | 0,300 | 209   | 311   | 0,672 |
| 5. Ботсвана | 0     | 4     | 0    | 1    | 12   | 0,083 | 229   | 322   | 0,711 |

| Дата    |          | Рахунок |          | Сети  | Сети  | Сети  | Сети  | Сети  | Звіт                                                |
| Дата    | 1        | Рахунок | 2        | 3     | 4     | 5     |       |       | Звіт                                                |
| ------- | -------- | ------- | -------- | ----- | ----- | ----- | ----- | ----- | --------------------------------------------------- |
| 5.01.20 | Кенія    | 3:1     | Єгипет   | 23:25 | 25:15 | 25:21 | 25:22 |       | Звіт [Архівовано 10 січня 2020 у Wayback Machine.]  |
| 5.01.20 | Ботсвана | 0:3     | Камерун  | 17:25 | 4:25  | 25:27 |       |       | Звіт [Архівовано 19 січня 2020 у Wayback Machine.]  |
|         |          |         |          |       |       |       |       |       |                                                     |
| 6.01.20 | Ботсвана | 0:3     | Кенія    | 17:25 | 19:25 | 18:25 |       |       | Звіт [Архівовано 17 квітня 2021 у Wayback Machine.] |
| 6.01.20 | Нігерія  | 0:3     | Камерун  | 12:25 | 10:25 | 8:25  |       |       | Звіт [Архівовано 17 квітня 2021 у Wayback Machine.] |
|         |          |         |          |       |       |       |       |       |                                                     |
| 7.01.20 | Нігерія  | 0:3     | Єгипет   | 11:25 | 12:25 | 13:25 |       |       | Звіт [Архівовано 17 квітня 2021 у Wayback Machine.] |
| 7.01.20 | Камерун  | 2:3     | Кенія    | 16:25 | 25:23 | 21:25 | 25:23 | 11:15 | Звіт [Архівовано 17 квітня 2021 у Wayback Machine.] |
|         |          |         |          |       |       |       |       |       |                                                     |
| 8.01.20 | Ботсвана | 1:3     | Нігерія  | 18:25 | 25:20 | 20:25 | 23:25 |       | Звіт [Архівовано 17 квітня 2021 у Wayback Machine.] |
| 8.01.20 | Єгипет   | 0:3     | Камерун  | 19:25 | 22:25 | 17:25 |       |       | Звіт [Архівовано 17 квітня 2021 у Wayback Machine.] |
|         |          |         |          |       |       |       |       |       |                                                     |
| 9.01.20 | Нігерія  | 0:3     | Кенія    | 15:25 | 21:25 | 12:25 |       |       | Звіт [Архівовано 17 квітня 2021 у Wayback Machine.] |
| 9.01.20 | Єгипет   | 3:0     | Ботсвана | 25:11 | 25:14 | 25:18 |       |       | Звіт [Архівовано 17 квітня 2021 у Wayback Machine.] |

## Північноамериканський кваліфікаційний турнір
У турнірі, що відбувся в Санто-Домінго, брали участь 4 команди, відібрані за підсумками чемпіонату NORCECA. Олімпійську путівку виграла збірна Домініканської Республіки.
|                             | Матчі | Матчі | Очки | М'ячі | М'ячі | М'ячі | Сети | Сети | Сети  |
| В                           | П     | В     | Очки | П     | В:П   | В     | П    | В:П  |       |
| --------------------------- | ----- | ----- | ---- | ----- | ----- | ----- | ---- | ---- | ----- |
| 1. Домініканська Республіка | 3     | 0     | 12   | 280   | 216   | 1,296 | 9    | 3    | 3,000 |
| 2. Пуерто-Рико              | 2     | 1     | 8    | 237   | 247   | 0,960 | 6    | 5    | 1,200 |
| 3. Канада                   | 1     | 2     | 7    | 275   | 290   | 0,948 | 6    | 7    | 0,857 |
| 4. Мексика                  | 0     | 3     | 3    | 241   | 280   | 0,861 | 3    | 9    | 0,333 |

| Дата     |                          | Рахунок |                          | Сети  | Сети  | Сети  | Сети  | Сети  | Звіт                                               |
| Дата     | 1                        | Рахунок | 2                        | 3     | 4     | 5     |       |       | Звіт                                               |
| -------- | ------------------------ | ------- | ------------------------ | ----- | ----- | ----- | ----- | ----- | -------------------------------------------------- |
| 10.01.20 | Канада                   | 2:3     | Пуерто-Рико              | 22:25 | 25:22 | 25:22 | 23:25 | 12:15 | Звіт [Архівовано 13 січня 2020 у Wayback Machine.] |
| 10.01.20 | Домініканська Республіка | 3:2     | Мексика                  | 25:19 | 25:17 | 21:25 | 23:25 | 15:5  | Звіт [Архівовано 13 січня 2020 у Wayback Machine.] |
|          |                          |         |                          |       |       |       |       |       |                                                    |
| 11.01.20 | Пуерто-Рико              | 3:0     | Мексика                  | 25:20 | 25:22 | 25:23 |       |       | Звіт [Архівовано 31 січня 2020 у Wayback Machine.] |
| 11.01.20 | Канада                   | 1:3     | Домініканська Республіка | 13:25 | 25:21 | 25:19 | 15:25 |       | Звіт [Архівовано 31 січня 2020 у Wayback Machine.] |
|          |                          |         |                          |       |       |       |       |       |                                                    |
| 12.01.20 | Мексика                  | 1:3     | Канада                   | 25:21 | 19:25 | 18:25 | 23:25 |       | Звіт [Архівовано 31 січня 2020 у Wayback Machine.] |
| 12.01.20 | Домініканська Республіка | 3:0     | Пуерто-Рико              | 25:20 | 25:18 | 25:15 |       |       | Звіт [Архівовано 31 січня 2020 у Wayback Machine.] |

## Південноамериканський кваліфікаційний турнір
У турнірі, що відбувся в Боготі, взяли участь 4 команди, відібрані за результатами чемпіонату Південної Америки. Олімпійську ліцензію виграла збірна Аргентини.
|              | Матчі | Матчі | Очки | Сети | Сети | Сети  | М'ячі | М'ячі | М'ячі |
| В            | П     | В     | Очки | П    | В:П  | В     | П     | В:П   |       |
| ------------ | ----- | ----- | ---- | ---- | ---- | ----- | ----- | ----- | ----- |
| 1. Аргентина | 3     | 0     | 9    | 9    | 1    | 9,000 | 242   | 198   | 1,222 |
| 2. Колумбія  | 2     | 1     | 6    | 7    | 3    | 2,333 | 238   | 196   | 1,214 |
| 3. Венесуела | 1     | 2     | 3    | 3    | 6    | 0,500 | 188   | 216   | 0,870 |
| 4. Перу      | 0     | 3     | 0    | 0    | 9    | 0,000 | 168   | 226   | 0,743 |

| Дата    |           | Рахунок |           | Сети  | Сети  | Сети  | Сети  | Сети | Звіт                                                |
| Дата    | 1         | Рахунок | 2         | 3     | 4     | 5     |       |      | Звіт                                                |
| ------- | --------- | ------- | --------- | ----- | ----- | ----- | ----- | ---- | --------------------------------------------------- |
| 7.01.20 | Аргентина | 3:0     | Перу      | 26:24 | 25:16 | 25:18 |       |      | Звіт [Архівовано 19 січня 2020 у Wayback Machine.]  |
| 7.01.20 | Венесуела | 0:3     | Колумбія  | 26:28 | 18:25 | 14:25 |       |      | Звіт [Архівовано 19 січня 2020 у Wayback Machine.]  |
|         |           |         |           |       |       |       |       |      |                                                     |
| 8.01.20 | Аргентина | 3:0     | Венесуела | 25:19 | 25:16 | 25:20 |       |      | Звіт [Архівовано 17 квітня 2021 у Wayback Machine.] |
| 8.01.20 | Перу      | 0:3     | Колумбія  | 23:25 | 12:25 | 12:25 |       |      | Звіт [Архівовано 17 квітня 2021 у Wayback Machine.] |
|         |           |         |           |       |       |       |       |      |                                                     |
| 9.01.20 | Перу      | 0:3     | Венесуела | 18:25 | 22:25 | 23:25 |       |      | Звіт [Архівовано 17 квітня 2021 у Wayback Machine.] |
| 9.01.20 | Аргентина | 3:1     | Колумбія  | 16:25 | 25:21 | 25:16 | 25:23 |      | Звіт [Архівовано 17 квітня 2021 у Wayback Machine.] |